# František Šimůnek
František Šimůnek, född 2 december 1910 i Zlatá Olešnice, Böhmen, Österrike-Ungern, död 17 juli 1989 i Řendějov, Tjeckoslovakien, var en tjeckoslovakisk längdåkare och utövare av nordisk kombination som tävlade under 1930-talet.
Šimůnek var med i det tjeckoslovakiska stafettlag som slutade tvåa vid VM 1933 i Innsbruck. Šimůnek var även med i OS 1936 där han slutade femma i nordisk kombination.